# ラストソング (吉岡秀隆の曲)
「ラストソング」は、吉岡秀隆のデビューシングルである。1994年1月7日発売。発売元はポニーキャニオン。

## 概要
- 吉岡のシンガーソングライターとしてのデビュー作で、自身最大のヒット曲である。
- カップリング曲の「光あるうちに行け」は、作詞・作曲を手がけた甲斐よしひろが、アルバム『太陽は死んじゃいない』でセルフカバー[1]。

## 収録曲
1. ラストソング(6:40)
作詞・作曲：吉岡秀隆、編曲：国吉良一
東宝・フジテレビ提携作品「ラストソング」主題歌
2. 光あるうちに行け(6:30)
作詞・作曲：甲斐よしひろ、編曲：国吉良一
東宝・フジテレビ系「ラストソング」挿入歌
3. ラストソング (カラオケ)(6:40)

## 収録アルバム

### ラストソング
- サントラ『ラストソング』（1994年1月21日）
- オムニバス『PCヒッツ Great-Canyon 1994-1998 ベスト・セレクション』（1999年3月17日）
- オムニバス『ぽ 1990』（1999年9月22日）
- オムニバス『20世紀BEST ポニーキャニオン ポップ&ロック・ヒストリー Vol.2』（1999年11月3日）
- オムニバス『MISSING YOU』（2004年2月18日）

### 光あるうちに行け
- サントラ『ラストソング』（1994年1月21日）